# Miloslav Maršálek
Miloslav Maršálek (* 9. listopadu 1945 Dambořice) je český filmový, seriálový a divadelní herec.

## Život
Narodil se 9. listopadu 1945 v Dambořicích. Během prvních pěti let svého života se s rodiči museli několikrát stěhovat kvůli poválečné situaci, přesto velkou část svého dětství prožil v okolí Kyjova. Na základní školu chodil do Ždánic a po složení maturitní zkoušky v roce 1964 na gymnáziu v Kyjově se hlásil ke studiu herectví na Janáčkovu akademii múzických umění, avšak přijat nebyl. Po absolvování dvouletého studia na Střední knihovnické škole v Brně pracoval jako knihovník, číšník a závozník. Tehdy se divadlu věnoval na amatérské úrovni v Divadle poezie X, kde působil patnáct let.

## Tvorba
Když mu bylo třicet tři, nabídl mu zakladatel tehdejšího Hanáckého divadla Josef Kovalčuk, aby se stal součástí hereckého souboru. Profesionální hereckou kariéru zahájil v roce 1977, kdy se stal oficiálním členem HaDivadla, v němž dodnes působí. Přes Maršálka se do Hanáckého divadla dostal Arnošt Goldflam, s nímž se seznámil v Divadle poezie X. Goldflam se ho tehdy během zkoušení zeptal, zda v Hanáckém divadle mají volné místo, načež ho Maršálek odkázal na Josefa Kovalčuka a Svatopluka Válu.
Mimo jiné hostoval také v Divadle Bolka Polívky, Divadle Archa, Klicperově divadle v Hradci Králové, Jihočeském divadle v Českých Budějovicích, Městském divadle Kladno, pražském Chemickém divadle, brněnském Divadle U stolu a olomouckém Divadle na cucky.
Coby filmový herec debutoval v pohádce Šahrazád na motivy příběhů Tisíce a jedné noci v režii Evžena Sokolovského.

## Filmografie

### Filmy (výběr)
- 1985: Šahrazád (TV film)
- 1987: Dům pro dva
- 1989: Král lenochů (TV film)
- 1990: Honzík (TV film)
- 1991: Šance jako hrom (TV film)
- 1991: O líné Pepině, Vojtovi a sedmi raraších (TV film)
- 1991: Bráškové (TV film)
- 1992: Zítra to spustíme (TV film)
- 1992: Bydlela v hotelu U Andělů (TV film)
- 1994: Prosté krutosti (TV film)
- 1996: ...ani smrt nebere
- 2011: Alois Nebel
- 2017: Kvarteto
- 2018: Dukla 61 (TV film)
- 2022: Mimořádná událost

### Seriály (výběr)
- 1992–1993: Uctivá poklona, pane Kohn (3 díly)
- 2000: Ranč u Zelené sedmy (2. série)
- 2001: Četnické humoresky (1 díl)
- 2008–2014: Ordinace v růžové zahradě (7 dílů)
- 2011: Znamení koně (2 díly)
- 2011: Okno do hřbitova
- 2014: Život a doba soudce A. K. (2 díly)
- 2016: Já, Mattoni (1 díl)
- 2017: Četníci z Luhačovic (7 dílů)
- 2017: Specialisté (1 díl)
- 2022: Případy mimořádné Marty (1 díl)

### Dokumentární
- 2000: Šumný Prostějov (TV film)
- 2011: Mlčení, modlitba, pokání (TV film)
- 2023: Muž mnoha talentů Arnošt Goldflam (TV film)

### Krátkometrážní
- 1988: Abaj a Žabaj (TV film)
- 1990: Sladké jarní hry
- 2010: Seth (studentský film)
- 2013: Honey (studentský film)
- 2017: Hluk (studentský film)
- 2018: Derniéra (studentský film)